# Jurassic World
A Jurassic World 2015-ben bemutatott amerikai tudományos-fantasztikus kalandfilm. Ez a Jurassic Park filmsorozat negyedik része, és a 2001-es Jurassic Park III. folytatása. Következő: Jurassic World: Bukott birodalom. A filmet a 2001-ben bemutatott Jurassic Park III. megjelenése óta, több mint egy évtizede tervezték. Kezdetben 2014. június 13-án akarták bemutatni, de a munkálatokat leállították, mert nézeteltérés támadt az írók és a Universal Pictures között.
A film munkálataiban Steven Spielberg mint vezető producer vett részt. A forgatás 2014. április 14-én kezdődött Hawaii-on, és augusztus 5-én ért véget.
Az amerikai bemutató 2015. június 12-én volt, míg Magyarországon 2015. június 11-től volt látható a mozikban. A sok animációnak köszönhetően 3D-s és IMAX-formátumú változat is készült a filmből. 2014. november 23-án ízelítőül felkerült a világhálóra a film elő-előzetese, melyet a hivatalos előzetes követett 2014. november 25-én.
A The Lost World: Jurassic Park és a Warpath: Jurassic Park videójátékok zeneszerzője, Michael Giacchino szerezte az új film zenéjét. Az első részből is ismert témák ebben a részben is hallhatóak.

## Cselekmény
A folytatás 22 évvel az eredeti Jurassic Park története után, az eredeti helyszínen, a Nublar szigeten játszódik, amit 1,2 milliárd dollárból dinoszaurusz élményparkká alakítottak, és emberek milliói látogatják évente. A rengeteg látogató ellenére a bevételek nem hozzák vissza a befektetést, ezért egy újfajta attrakcióval próbálnak még több vendéget odacsalogatni. A laborokban létrehoznak egy genetikailag módosított hibrid dinoszauruszt, az Indominus Rexet, ami a későbbiekben elszabadul.

## Szereplők
| Szereplő | Színész                | Magyar hang        |
| --- | ---------------------- | ------------------ |
| Owen Grady | Chris Pratt            | Miller Zoltán      |
| Claire Dearing | Bryce Dallas Howard    | Ruttkay Laura      |
| Zach Mitchell | Nick Robinson          | Baráth István      |
| Gray Mitchell | Ty Simpkins            | Nagy Gereben       |
| Vic Hoskins | Vincent D’Onofrio      | Berzsenyi Zoltán   |
| Dr. Henry Wu | BD Wong                | Epres Attila       |
| Simon Masrani | Irfán Khán             | Schnell Ádám       |
| Lowery Cruthers | Jake Johnson           | Rajkai Zoltán      |
| Vivian | Lauren Lapkus          | Andrusko Marcella  |
| Zara Young | Katie McGrath          | Bogdányi Titanilla |
| Karen Mitchell | Judy Greer             | Major Melinda      |
| Barry | Omar Sy                | Galambos Péter     |
| Hamada | Brian Tee              | Király Adrián      |
| Scott Mitchell | Andy Buckley           | Király Attila      |
| Őr az Indominus Rexnél | Eric Edelstein         | Törköly Levente    |
| Moszaszaurusz-mutatvány műsorvezetője | Courtney James Clark   | Nemes Takách Kata  |
| Segéd a Raptoroknál | Colby Boothman-Shepard | Szalay Csongor     |
| Jimmy Fallon | Jimmy Fallon           | Kerekes József     |
| InGen vállalkozó | Michael Papajohn       | Bolla Róbert       |
| Repülés-oktató | Patrick Crowley        | Rosta Sándor       |
| Hal Osterly | James DuMont           | Kapácsy Miklós     |
| Jim Drucker | Matt Burke             | Láng Balázs        |
| Zach barátnője | Kelly Washington       | Laudon Andrea      |
| Biztonsági őr | Isaac Keys             | Papucsek Vilmos    |
| Pörgőgömb kezelő | Matty Cardarople       | Márkus Sándor      |
| Park bemondó (hangja) | Bonnie Wild            | Nádasi Veronika    |
| Bemondó a vonaton (hangja) | Brad Bird              | Joó Gábor          |
| Mr. DNS (hangja) | Colin Trevorrow        | Elek Ferenc        |
| További magyar hangok: Angelus Maja, Bárány Virág, Bor László, Bordás János, Csépai Eszter, Czifra Krisztina, Farkas Zita, Fehér Péter, Fehérváry Márton, Gergely Attila, Gyarmati Laura, Gyurin Zsolt, Hajtó Aurél, Hay Anna, Hertz Péter, Kis-Kovács Luca, Lipcsey Bori, Maday Gábor, Mesterházy Gyula, Németh Attila, Pupos Tímea, Solymosi Máté, Sörös Miklós, Szűcs Anna Viola, Téglás Judit, Welker Gábor. |                        |                    |

## Dinoszauruszok a filmben
- Ankylosaurus
- Apatosaurus
- Baryonyx (csak a film weboldalán szerepelt)
- Dimorphodon
- Edmontosaurus (csak a film weboldalán szerepelt)
- Gallimimus
- Indominus rex (fiktív faj)
- Metriacanthosaurus (csak a film weboldalán szerepelt)
- Microceratus (csak a film weboldalán szerepelt)
- Mosasaurus
- Pachycephalosaurus
- Parasaurolophus
- Spinosaurus (csak csontváz)
- Pteranodon
- Stegosaurus
- Suchomimus (csak a film weboldalán szerepelt)
- Triceratops
- Tyrannosaurus rex
- Velociraptor (Kék, Charlie, Echo, Delta)
- Dilophosaurus (csak hologram)
- Stegooceratops ( csak vázlat)